# Steel Panther
A Steel Panther egy amerikai glam metalt játszó zenekar Los Angelesből. A zenekar a saját számai mellett feldolgozásokat is szokott játszani főként a heavy metal műfajból. Az együttes a glam metal műfaját szatirizálja/parodizálja trágár és humoros szövegeivel.

## Eredet

### Metal Skool
A jelenlegi négy zenekari tag ezen a néven kezdett zenélni a 2000-es évek elején. Hamarosan Metal Shop, majd Steel Panther néven folytatták tovább. A zenekart Ralph Saenz, alias "Michael Starr" énekes, Darren Leader, alias "Stix Zadinia" dobos, Travis Haley, alias "Lexxi Fox" basszusgitáros és Russ Parrish, alias "Satchel" alapította. Ezen a néven egy albumuk jelent meg Hole Patrol címmel 2003-ban.

### Steel Panther
2008 áprilisában vették fel a Steel Panther nevet, az énekes Michael Starr elmondása szerint "nem" a Rock Star c. filmben szereplő Steel Dragon után.
2008 májusában bejelentik a zenekar szerződését a Republic Records kiadóval, és egy új album megjelenését is ígérik, ami 2009. január 27-én kerül a boltokba.
2011. december 6-án bejelentik a második koncertturnéjukat, ami az Egyesült Királyságban lesz. A jegyek árusítása december 9-én kezdődik, és több jegyeladónál egy hónap alatt elfogyott az összes jegy. Ezért újabb turnét hirdetnek az Egyesült Királyságba.
2012 júniusában a Download Festival főszínpadán kb. 100 000 ember előtt játszottak.
2014. június 15-én szintén a Download Festival főszínpadán már több mint 100 000 ember előtt zenéltek.

## Történet

### Feel The Steel (2009-2010)
A Feel The Steel album az Egyesült Királyságban 2009. június 8-án, míg az USA-ban 2009. október 6-án jelent meg, a Universal Records gondozásában.
Az "Eyes of a Panther" c. szám a Skate 3 c. videójáték címdala volt.
Az album a Billboard Comedy listán az 1. helyen debütált, a Billboard 200 listán a 123.-ként, de egészen a 98. helyig jutott.

### Balls Out (2011-2012)
A Balls Out album 2011. október 31-én az Egyesült Királyságban, 2011. november 1-jén az észak-amerikai kontinensen jelent meg, szintén a Universal Republic kiadványaként. Ezzel az albummal újraélesztették a 80-as évek heavy metalját. Az Egyesült Királyságban az 1. helyen debütált az eladások között a Brit iTunes Rock kategória letöltései között, míg az USA-ban ugyanebben a kategóriában a 4. helyen.
Az első heti eladások az USA-ban elérték a 12 000 példányt.

### British Invasion (2011-2012)
2012-ben elkészült az első Steel Panther DVD, ami egy koncertfelvétel, és British Invasion címmel jelent meg, 2012 szeptemberében rögzítették a Brixton Academy-n tartott koncertjükön, a kiegészítő kisfilmek a telt házas brit koncertkörúton kerültek rögzítésre.

### All You Can Eat (2013-)
Az album 2014. április 1-jén jelent meg a független Open E Music kiadó gondozásában.

## Díjak
- A legjobb debütáló album - Metal Hammer Germany
- Az év előadója 2012 - Loudwire Music Awards
- Az év előadója 2013 - Loudwire Music Awards

## Diszkográfia
- Hole Patrol (2003)
- Feel the Steel (2009)
- Balls Out (2011)
- All You Can Eat (2014)
- Lower the Bar (2017)
- Heavy Metal Rules (2019)
- On the Prowl (2023)

## Videók
- Fat Girl (2005)
- Death to All But Metal (2008)
- Community Property (2009)
- If You Really Really Love Me (2011)
- Party Like Tomorrow is the End of the World (2013)
- The Burden of Being Wonderful (2014)
- Gloryhole (2014)
- Pussywhipped (2014)